# Neososibia brevispina
Neososibia brevispina är en insektsart som beskrevs av Chen, S.C. och Yun He He 2000. Neososibia brevispina ingår i släktet Neososibia och familjen Diapheromeridae. Inga underarter finns listade i Catalogue of Life.